# Live Blackjazz
Live Blackjazz est le premier album live du groupe norvégien Shining, sorti par Indie Recordings le 11 novembre 2011. Il s'agit d'un enregistrement musical et vidéo du concert donné au Rockefeller Music Hall d'Oslo (Norvège) le 3 novembre 2010.

## Versions
Tandis que le DVD reste fidèle au concert, la version CD se voit amputée de deux titres ("Omen" et "RMGDN"). On notera également que les deux premiers morceaux ont été inversés sur le CD ("Fisheye" et "The Madness and the Damage Done").

## Titres
Version DVD
1. "The Madness and the Damage Done"
2. "Fisheye"
3. "In the Kingdom of Kitsch You Will Be a Monster"
4. "The Red Room"
5. "Omen"
6. "Goretex Weather Report"
7. "Winterreise"
8. "Exit Sun"
9. "Healter Skelter"
10. "21St Century Schizoid Man"
11. "RMGDN" (Bonus Track)

Version CD
1. "Fisheye"
2. "The Madness and the Damage Done"
3. "In the Kingdom of Kitsch You Will Be a Monster"
4. "The Red Room"
5. "Goretex Weather Report"
6. "Winterreise"
7. "Exit Sun"
8. "Healter Skelter"
9. "21St Century Schizoid Man"

## Musiciens
- Jørgen Munkeby – Voix, Guitare, Saxophone, Clarinette électrique
- Torstein Lofthus – Batterie
- Tor Egil Kreken – Basse
- Bernt Moen – Clavier
- Håkon Sagen – Guitare

## Liens
- [vidéo] « Shining (NOR): In The Kingdom of Kitsch You Will Be a Monster (Live Blackjazz) », sur YouTube
- [vidéo] « Live Blackjazz - Prévisualisation morceau par morceau », sur YouTube